# Natació als Jocs Olímpics d'Estiu de 1936
Als Jocs Olímpics d'Estiu de 1936 celebrats a la ciutat de Berlín (Alemanya) es disputaren onze proves de natació, sis en categoria masculina i cinc en categoria femenina.

## Resum de medalles

### Categoria masculina
| Prova                   | Or                                                                  | Or      | Argent                                                               | Argent  | Bronze                                                             | Bronze  |
| 100 m lliures detalls   | Ferenc Csík                                                         | 57.6    | Masanori Yusa                                                        | 57.9    | Shigeo Arai                                                        | 58.0    |
| 400 m lliures detalls   | Jack Medica                                                         | 4:44.5  | Shunpei Uto                                                          | 4:45.6  | Shozo Makino                                                       | 4:48.1  |
| 1500 m lliures detalls  | Noboru Terada                                                       | 19:13.7 | Jack Medica                                                          | 19:34.0 | Shunpei Uto                                                        | 19:34.5 |
| 100 m esquena detalls   | Adolph Kiefer                                                       | 1:05.9  | Albert Weghe                                                         | 1:07.7  | Masaji Kiyokawa                                                    | 1:08.4  |
| 200 m braça detalls     | Tetsuo Hamuro                                                       | 2:42.5  | Erwin Sietas                                                         | 2:42.9  | Reizo Koike                                                        | 2:44.2  |
| 4x200 m lliures detalls | JapóMasanori Yusa · Shigeo Sugiura · Masaharu Taguchi · Shigeo Arai | 8:51.5  | Estats UnitsRalph Flanagan · John Macionis · Paul Wolf · Jack Medica | 9:03.0  | HongriaÁrpad Lengyel · Oszkár Abay-Nemes · Ödön Gróf · Ferenc Csík | 9:12.3  |

### Categoria femenina
| Prova                   | Or                                                                           | Or     | Argent                                                                  | Argent | Bronze                                                                    | Bronze |
| 100 m lliures detalls   | Rie Mastenbroek                                                              | 1:05.9 | Jeanette Campbell                                                       | 1:06.4 | Gisela Arendt                                                             | 1:06.6 |
| 400 m lliures detalls   | Rie Mastenbroek                                                              | 5:26.4 | Ragnhild Hveger                                                         | 5:27.5 | Lenore Wingard                                                            | 5:29.0 |
| 100 m esquena detalls   | Nida Senff                                                                   | 1:18.9 | Rie Mastenbroek                                                         | 1:19.2 | Alice Bridges                                                             | 1:19.4 |
| 200 m braça detalls     | Hideko Maehata                                                               | 3:03.6 | Martha Genenger                                                         | 3:04.2 | Inge Sørensen                                                             | 3:07.8 |
| 4x100 m lliures detalls | Països BaixosJopie Selbach · Tini Wagner · Willy den Ouden · Rie Mastenbroek | 4:36.0 | AlemanyaRuth Halbsguth · Leni Lohmar · Ingeborg Schmitz · Gisela Arendt | 4:36.8 | Estats UnitsKatherine Rawls · Bernice Lapp · Mavis Freeman · Olive McKean | 4:40.2 |

## Medaller
| Posició | País          | Or | Argent | Bronze | Total |
| 1       | Japó          | 4  | 2      | 5      | 11    |
| 2       | Països Baixos | 4  | 1      | 0      | 5     |
| 3       | Estats Units  | 2  | 3      | 3      | 8     |
| 4       | Hongria       | 1  | 0      | 1      | 2     |
| 5       | Alemanya      | 0  | 3      | 1      | 4     |
| 6       | Dinamarca     | 0  | 1      | 1      | 2     |
| 7       | Argentina     | 0  | 1      | 0      | 1     |